# Day of the Pharaoh
Day of the Pharaoh (trad. "giorno del faraone"), o Pharaoh nelle schermate introduttive, è un videogioco di commercio e azione ambientato nell'Antico Egitto, pubblicato nel 1989 da Rainbow Arts per Amiga, Atari ST e MS-DOS. L'azienda sviluppatrice Chip lo pubblicò anche autonomamente, in francese, con il titolo Nil Dieu Vivant ("Nilo dio vivente").

## Modalità di gioco
Il giocatore controlla un mercante egizio nella sua avanzata economica e sociale che lo porterà a diventare faraone. Si possono fare diverse scelte gestionali tramite menù grafici comandati con un puntatore; l'esito di molte delle azioni intraprese viene deciso tramite specifiche sequenze di gioco d'azione.
Inizialmente si possiedono un magazzino in una città egizia e una nave mercantile, che può navigare di città in città lungo il Nilo su una mappa dell'Alto e Basso Egitto e verso alcuni territori stranieri vicini. In ogni località raggiunta dalla nave, con disponibilità e prezzi differenti, il giocatore può comprare e vendere molti tipi di merci, tra cui materiali edili, metalli, generi alimentari, pietre preziose, cavalli. Le merci si utilizzano per arricchirsi con la compravendita o si consumano direttamente per realizzare nuove costruzioni e altri progetti.
In particolare, per aumentare il proprio prestigio e la propria classe sociale, si possono fare offerte agli dei, prendere mogli di rango più elevato (non senza offrire alla sua famiglia gioielli e un sontuoso banchetto), costruire monumenti sempre più imponenti fino ad arrivare alla propria piramide. Altre attività possibili sono andare in guerra con le bighe contro le tribù ostili, scommettere sulle corse di cammelli, ingaggiare un consigliere, creare un harem.

### Sequenze d'azione
NavigazioneOgni volta che si sposta una delle proprie navi bisogna pilotarla manualmente in un breve viaggio con visuale in prima persona dalla prua, spostandosi a destra e sinistra per evitare le rocce affioranti. Se si urtano troppe rocce si perde la nave (e la partita, se è l'unica nave).
Ladri feniciDopo un viaggio può capitare che la nave venga assalita dai ladri. Mentre questi si avvicinano a nuoto e cercano di salire sulla nave da punti diversi, il giocatore controlla l'egizio visto di spalle e li deve ricacciare in acqua colpendoli con un remo. Più ne riescono a passare, più merci si possono perdere.
GuerraSi può scegliere di andare in guerra di propria iniziativa, ma periodicamente bisognerà anche difendere l'Egitto da invasioni nemiche. In battaglia l'egizio deve lanciare frecce da una biga in corsa per colpire i fanti nemici che scorrono in lontananza sullo sfondo. Il giocatore può controllare soltanto il momento in cui scoccare la freccia. Se si sopravvive alle lance nemiche si otterrà un bottino in merci varie.
Prova degli deiSe si fa un'offerta sbagliata o non si riesce a fare in tempo un'offerta promessa a un dio, bisognerà affrontare questa prova purificatrice che consiste nell'uscire da un labirinto con visuale isometrica.
Corsa di cammelliUna gara uno contro uno su un rettilineo, basata sull'oscillazione ritmica dei controlli. Si può scommettere il carico di una nave.